# Phoenix, Bắc Dakota
Phoenix là một lãnh thổ chưa tổ chức thuộc quận Burleigh, tiểu bang Bắc Dakota, Hoa Kỳ. Năm 2010, dân số của nơi này là 17 người.